# Лючія Джойс
Лючія Анна Джойс (26 липня 1907 — 12 грудня 1982) — професійна танцівниця та донька ірландського письменника Джеймса Джойса та Нори Барнакл.

Після лікування у швейцарського психіатра Карла Юнга у Лючії Джойс у середині 1930-х років діагностували шизофренію та помістили до психіатричної клініки Burghölzli в Цюріху. У 1951 році її перевели до лікарні Святого Ендрю в Нортгемптоні, де вона залишалася до своєї смерті в 1982 році. Вона була тіткою Стівена Джеймса Джойса.

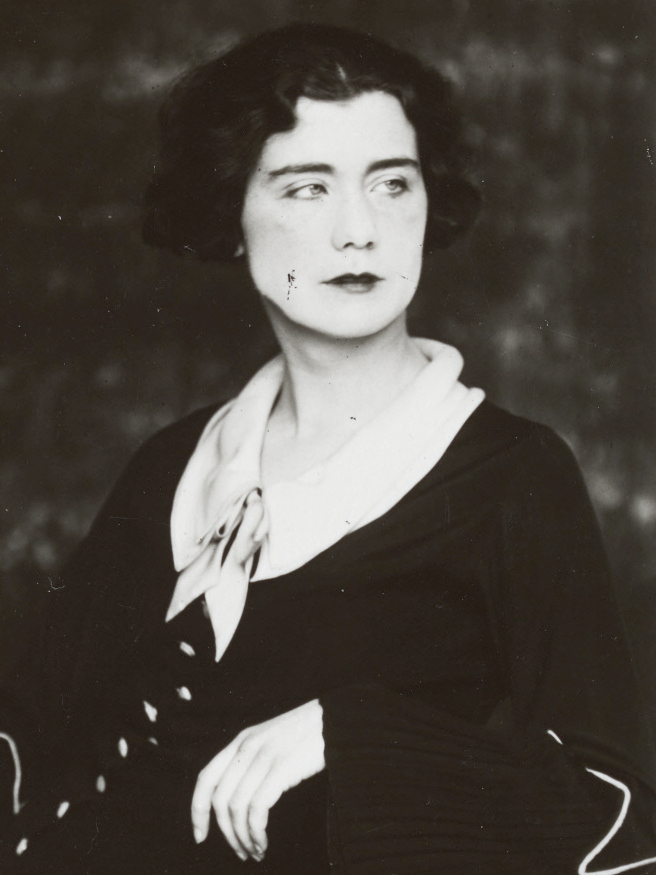
Лючія Джойс

## Ранні роки та кар'єра
Лючія Анна Джойс народилась у лікарні міста Трієст 26 липня 1907 року. Вона була другою дитиною ірландського письменника Джеймса Джойса та Нори Барнакл після її брата Джорджіо. Оскільки її батьки були емігрантами, які жили в Трієсті, рідною мовою Лючії була італійська. У молоді роки Лючія навчилась на танцівницю в Інституті Далькроза в Парижі. Вона вивчала танці з 1925 по 1929 рік, спочатку вчившись у Жака Далькроза, потім у Маргарет Морріс, а пізніше у Реймонда Дункана (брата Айседори Дункан) в його школі поблизу Зальцбурга. 1927 року Лючія Джойс танцювала короткий дует в ролі іграшкового солдатика в екранізації Жана Ренуара п'єси Ганса Крістіана Андерсена «La Petite marchande d'allumettes». Згодом продовжувала навчання під керівництвом Лоїс Хаттон, Елен Ванель і Жана Борлена, головного танцюриста Ballet suédois.
1928 року Лючія Джойс приєдналась до «Les Six de rythme et couleur», спільноти із шести танцівниць, які незабаром почали виступати на майданчиках у Франції, Австрії та Німеччині. Після виступу в La Princesse Primitive в театрі Vieux-Colombier Paris Times написала про неї: «Лючія Джойс — донька свого батька. Вона має ентузіазм, енергію Джеймса Джойса та ще не визначену кількість його геніальності. Вона досягає повної здатності до ритмічного танцю, Джеймс Джойс ще може бути відомий як батько своєї дочки».
28 травня 1929 року Лючію Джойс обрали однією з шести фіналістів першого міжнародного фестивалю танцю в Парижі, що відбувся в бальній залі Балі Бульє. Попри те, що вона не перемогла, глядачі, серед яких були її батько та Семюел Бекет, відстоювали її виступ як видатний і голосно протестували проти вердикту журі. Вважається, що коли Лючії був 21 рік, вони із Бекетом (який деякий час працював секретарем у її батька) стали коханцями. Їхні стосунки тривали недовго й закінчилися після того, як Семюел Бекет, який на той час був пов'язаний з іншою жінкою, зізнався, що насправді його цікавили професійні стосунки з Джеймсом Джойсом, а не особисті стосунки з дочкою Джойса.
У віці 22 років Лючія Джойс, після багатьох років неухильної відданості мистецтву танцю та довгих годин практики, вирішила, що «вона недостатньо фізично сильна, щоб бути будь-якою танцівницею». Оголосивши, що вона вчителюватиме, вона «відхилила пропозицію приєднатися до групи в Дармштадті та фактично кинула танці».

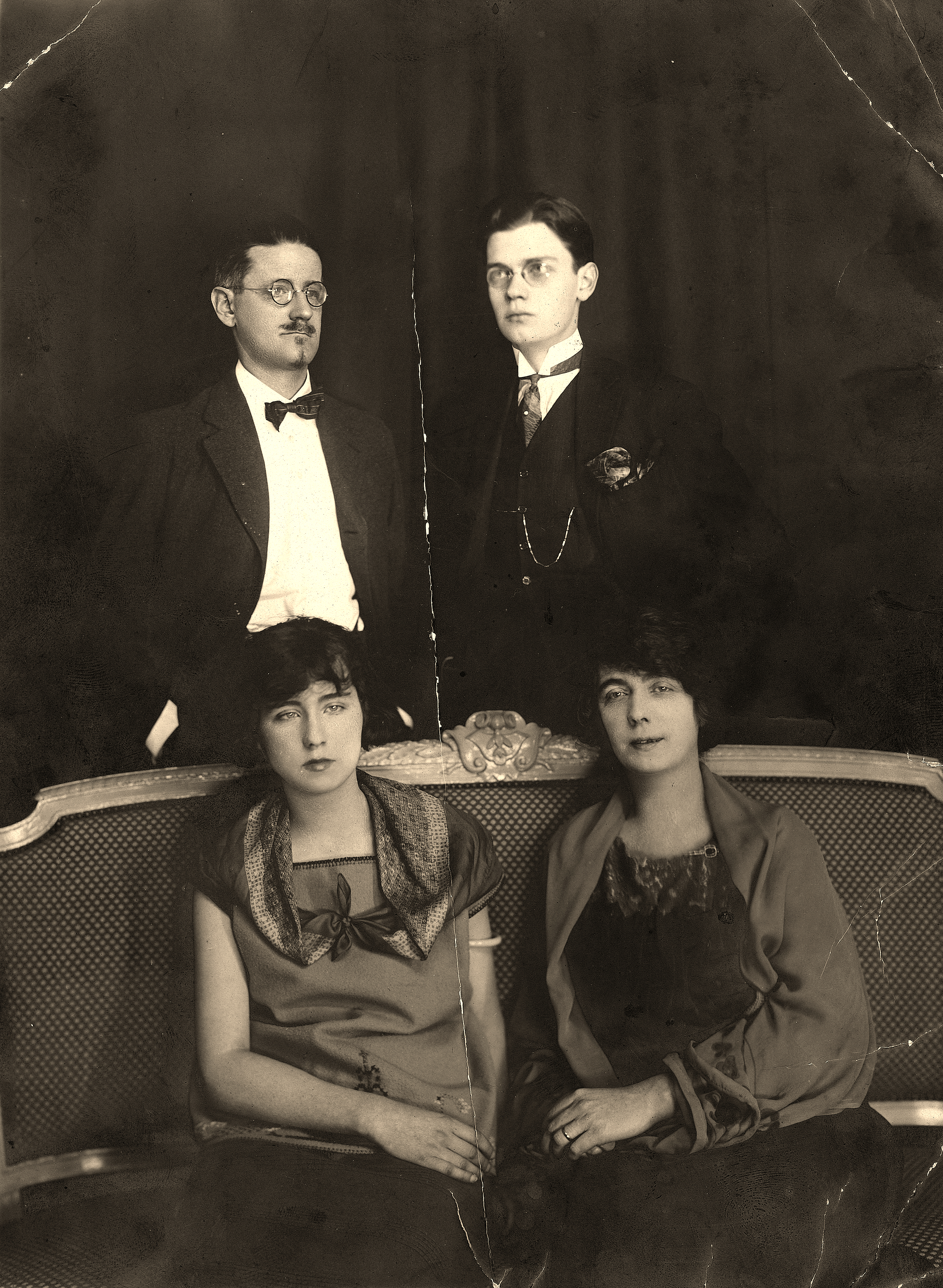
Родина Джойсів: Джеймс Джойс (стоїть ліворуч), Джорджіо Джойс (стоїть праворуч), Лючія Джойс (сидить ліворуч), Нора Барнакл (сидить праворуч)

Її біограф Керол Шлосс, стверджує, що саме батько остаточно поклав край її танцювальній кар'єрі. Джеймс Джойс міркував, що інтенсивні фізичні тренування для балету викликали у доньки надмірний стрес, який, своєю чергою, загострив давню неприязнь між нею та її матір'ю Норою. Домашні сварки, що виникли в результаті цього, завадили роботі над «Поминками за Фіннеганом». Джеймс Джойс переконав Лючію, що вона повинна звернутися до малювання летрин, щоб проілюструвати його прозу, та відмовитись від своїх глибоко вкорінених мистецьких нахилів. Своїй покровительці Гаррієт Шоу Вівер Джойс писав, що це призвело до «місяця сліз, оскільки вона думала, що викинула три чи чотири роки наполегливої праці та пожертвувала талантом».

## Хвороба та подальше життя
Ознаки психічної хвороби у Лючії Джойс розпочали проявлятись у 1930 році, включно із періодом часу, протягом якого вона була пов'язаною відносинами із Семюелем Бекетом, тоді молодшим викладачем англійської мови у École normale supérieure в Парижі. У травні 1930 року, коли її батьки були в Цюріху, вона запросила Бекета на вечерю, сподіваючись «підштовхнути його до якоїсь заяви». Він категорично відмовив їй, пояснивши, що його цікавить лише її батько та його твори. До 1934 року Лючія брала участь у кількох проєктах, разом зі своїм учителем малювання Олександром Колдером, іншим художником-емігрантом Альбертом Хаббеллом і Мірсін Мосхос, помічницею Сільвії Біч із Shakespeare and Company. З часом її стан настільки погіршився, що Джеймс Джойс звернувся до Карла Юнга взяти її як пацієнтку. Незабаром після цього у психіатричній клініці Burghölzli в Цюріху їй поставили діагноз шизофренія. У 1936 році Джеймс Джойс погодився на те, щоб його дочка пройшла аналізи крові в лікарні Святого Ендрю в Нортгемптоні. Після короткого перебування в цьому закладі Люсія Джойс наполягала на тому, щоби повернутись до Парижа. Джеймс Джойс сказав своїм найближчим друзям, що «він ніколи не погодиться на те, щоб його дочка була ув'язнена серед англійців».
Лючія Джойс повернулася до Марії Жолас, дружини редактора Ежена Жоласа, у Нейї-сюр-Сен. Через три тижні її стан погіршився, і її відвезли в гамівній сорочці до Maison de Santé Velpeau у Везіне. Оскільки її вважали небезпечною як для персоналу, так і для ув'язнених, її залишили в ізоляції. Через два місяці вона поступила до maison de santé Франсуа Ашіла Дельмаса в Іврі-сюр-Сен. 1951 року Лючія Джойс знову була переведена до лікарні Святого Андрія. Протягом багатьох років її відвідували Семюел Бекет, Сільвія Біч, Френк Баджен, Марія Джолас і Гаррієт Шоу Вівер, яка була її опікуном.
У 1962 році Семюел Бекет пожертвував частку гонорару від свого есе 1929 року про «Поминки за Фіннеганом у нашому дослідженні навколо його фальсифікації за викриття незавершеної роботи», щоби допомогти оплатити перебування Лючії Джойс в церкві Святого Андрія. У 1982 році Лючія Джойс перенесла інсульт і померла 12 грудня того ж року. Вона похована на кладовищі Кінгсторп. Щороку в Блумсдей (16 червня) на могилі Люсії Анни Джойс читаються уривки з «Улісса» Джеймса Джойса та інші читання, пов'язані з його життям і творчістю. У 2018 році на Блумсдей ірландська театральна компанія Triskellion показала п'єсу «Листи до Люсії», написану Річардом Роузом і Джеймсом Воллмаром, у якій з'являються персонажі з життя Люсії, зокрема Семюел Бекет, Кетлін Ніл, Нора Барнакл та сам Джеймс Джойс.

## Спадщина
Психічний стан Лючії Джойс та документація, що є пов'язаною із її лікуванням, є предметом дослідження 2003 року (Lucia Joyce: To Dance in the Wake), проведеного Керол Леб Шлосс, яка вважає, що Люсія Джойс була музою свого батька для «Поминок за Фіннеганом». Вказане дослідження, що посилається на листи між Лючією Джойс та її батьком, стало предметом позову про зловживання авторським правом. Проте 25 березня 2007 року цей судовий процес було вирішено на користь Керол Леб Шлосс. Водночас ця праця викликала ряд критичних зауважень з боку науковців та часописів.
У 1988 році Стівен Джойс знищив усі листи Лючії, які він отримав після її смерті в 1982 році. У листі до редактора The New York Times Стівен Джойс зазначив, що «стосовно знищеної кореспонденції, це були особисті листи Лючії до нас […]. Також були знищені деякі поштові листівки та одна телеграма від Семюеля Бекета до Лючії. Це було зроблено на письмове прохання Сема».
2004 року життя Лючії Джойс було темою «Каліко», п'єси Вест-Енду, написаної Майклом Гастінгсом, а у 2012 році — графічного роману Мері та Браяна Телботів «Закрапає очі її батька». П'єса про її життя під назвою «L» була показана для обмеженої аудиторії в Concord Academy із 14 по 16 квітня 2016 року. Її написала та поставила Софія Гінзбург. 2016 року вийшов біографічний роман Аннабель Еббс «Дівчина Джойс»; у 2018 році її біографія була темою роману Алекса Фебі під назвою «Лючія». Лючія Джойс — головна героїня розділу «За поворотом» роману Алана Мура «Єрусалим» 2016 року. Дія розгортається у клініці Нортгемптона, де Лючія Джойс провела останні роки, і написана в стилі «Поминок за Фіннеганом» її батька.
У 2023 році Джозеф Честер випустив Lucia for Guitar & Strings, сюїту для класичної гітари та струнних, замовлену Аксісом Баллімуном для святкування сторіччя Улісса в Дубліні. Світова прем'єра сюїти відбулася в Дубліні в Блумсдей 2023 року, а в січні 2023 року в Bohemia Records була випущеною на компакт-диску, вінілі та у потоковому режимі. Сюїта базується на одинадцяти ключових моментах чи фрагментах із життя Лючії Джойс, щоби намалювати її портрет у музиці.